# Listy powszechne
Listy powszechne albo Listy katolickie – obok Ewangelii, Dziejów Apostolskich, Listów Pawła i Apokalipsy jedna z sekcji Nowego Testamentu. Większość greckich rękopisów umieszczała Listy powszechne po Dziejach, a przed Listami Pawła. Kościoły wschodnie po dziś dzień stosują taki porządek ksiąg nowotestamentowych. 
Jednak rękopisy Wulgaty, a później textus receptus, umieszczały je po Listach św. Pawła a przed Apokalipsą. Tę kolejność ksiąg stosuje kanon kościoła katolickiego jak i kościołów protestanckich. 
Za kanoniczne zostały uznane nieco później niż Ewangelie, Dzieje Apostolskie i Listy Pawła. Najpierw, to jest w II wieku, uznano tylko Jk, 1 Pt i 1 J, natomiast cztery pozostałe listy, nazywane też krótkimi listami powszechnymi, zyskały powszechną aprobatę w kościele wschodnim, jak i zachodnim dopiero w IV wieku. Kościoły przedchalcedońskie dłużej nad tą sprawą się zastanawiały, kościół syryjski za kanoniczne uznał wszystkie siedem z Listów powszechnych dopiero w XI wieku. 
Inna kolejność listów
- Kodeks Athous Lavrensis umieszcza listy w następującej kolejności: 1 Pt, 2Pt, Jk, 1 J, 2 J, 3 J, Jd.
- Minuskuł 326 - Jakub, Juda, 1-2 Piotra, 1-3 Jana
- Minuskuł 1780 umieszcza List Jakuba przed Listami Pawła, pozostałe zaś listy po Listach Pawła.

| Polska Nazwa   | Grecka Nazwa | Łacińska Nazwa       | Skróty |
| -------------- | ------------ | -------------------- | ------ |
| List Jakuba    | Ιακοβου      | Epistula Iacobi      | Jk     |
| 1. List Piotra | Πετρου Α     | Epistula I Petri     | 1 P    |
| 2. List Piotra | Πετρου Β     | Epistula II Petri    | 2 P    |
| 1. List Jana   | Ιωανου Α     | Epistula I Ioannis   | 1 J    |
| 2. List Jana   | Ιωανου Β     | Epistula II Ioannis  | 2 J    |
| 3. List Jana   | Ιωανου Γ     | Epistula III Ioannis | 3 J    |
| List Judy      | Ιουδα        | Epistula Iudae       | Jd     |